# Долгое (озеро, Малиновараккское сельское поселение)
Долгое — пресноводное озеро на территории Малиновараккского сельского поселения Лоухского района Республики Карелии.

## Общие сведения
Площадь озера — 1,1 км². Располагается на высоте 44,0 метров над уровнем моря.
Форма озера лопастная, продолговатая: оно более чем на три километра вытянуто с запада на восток. Берега изрезанные, каменисто-песчаные, местами заболоченные.
Сток из Долгого осуществляется через протоку в западной оконечности водоёма, впадающую в озеро Варацкое, через которое течёт река Кереть, впадающая, в свою очередь, в Белое море.
Код объекта в государственном водном реестре — 02020000711102000002545.